# Francis Thomas Gregory
Francis Thomas "Frank" Gregory (Farnsfield, 19 oktober 1821 – Toowoomba, 23 oktober 1888) was een Australische ontdekkingsreiziger, geodeet en politicus. Hij was de jongere broer van Augustus Charles Gregory, eveneens ontdekkingsreiziger en politicus.

## Vroege jaren
Frank Gregory werd in 1821 geboren te Farnsfield in Engeland. Zijn ouders waren Joshua Gregory, een luitenant bij het 78e Regiment, en Frances Churchman. Frank Gregory had nog vier broers. Zijn vader aanvaardde een lap grond in de kolonie aan de rivier de Swan in plaats van een pensioen nadat hij in actieve dienst gewond geraakt was. In 1829 emigreerde de familie Gregory naar Australië. Frank Gregory werd cadet-landmeter in 1841, assistent-landmeter in 1847 en volwaardig landmeter in 1849.

## Expedities

### Eerste expeditie ten oosten en noorden van deSwan
In 1846 nam Frank Gregory deel aan een expeditie die geleid werd door zijn oudere broer Augustus en waar ook een derde broer, Henry Churcham, aan deel nam. Met vier paarden en provisie voor zeven weken vertrokken ze op 7 augustus vanop de boerderij van T.N. Yule, ongeveer 95 kilometer ten noordoosten van Perth, en verkenden een groot gebied ten noorden van Perth. Ze legden in 47 dagen 1.534 kilometer af en keerden weer met een verslag over goede weidegronden en enkele dunne  kolenlagen nabij de rivier Irwin en bevestigden hiermee het verslag van een eerdere verkenning door kapitein Grey.

### Tweede expeditie langs deMurchison
In maart 1857 was Frank Gregory bezig met een studie van de benedenloop van de Murchisonrivier toen een vloedgolf naar beneden kwam hoewel het al maanden niet meer geregend had in de kuststreek. Hij besloot op eigen initiatief de bovenloop van de Murchison te verkennen en volgde de loop van de rivier 290 kilometer stroomopwaarts, samen met zijn assistent Mr. S. Trigg. Tijdens de laatste 80 kilometer kon hij aan de begroeiing opmaken dat overvloedige regenval de vloedgolf veroorzaakt had. Dankzij zijn proactieve optreden werd hij in 1858 aangeduid om een expeditie naar de Gascoynerivier te leiden.

### Derde expeditie langs deGascoyne
Na de nodige voorbereidingen vertrok hij op 14 april 1858 met James Roe, "chainer" Fairburn, de Aboriginesman Dugel, W.D. Moore en C. Nairn, zes gezadelde paarden, zes pakpaarden en proviand voor zestig dagen. Ze  volgden de Murchison stroomopwaarts. Op 30 april verlieten ze de loop van de Murchison en trokken in noordnoordoostelijke richting verder. Op 8 mei ontdekten ze een Aborigineskamp, bestudeerden het terwijl de mannen op jacht waren en trokken zich 's avonds 3 kilometer terug. 's Nachts werden ze echter aangevallen. Gregory vuurde enkele schoten op de voorhoede en de Aborigines vluchtten weg. Er waren vermoedelijk enkele gewonden. De volgende dag trokken ze niet veel verder omdat het zondag was. Aborigines, met grote witte honden bij zich, bleven hen vanop een heuvel in het oog houden maar vielen niet meer aan. Enkele dagen later was er nog een vriendelijk treffen waarbij de Aborigines hun speren op speelse wijze in de grond nabij Gregory spiesden. Gregory's expeditie  bereikte de monding van de Gascoyne, Shark Bay en Babbage-eiland. Na enkele dagen ging de tocht weer stroomopwaarts langs de Gascoyne. Ze ontdekten een veld wilde tabak in de omgeving van Mount Augustus. Er was geregeld contact met Aborigines en ze vonden sporen van kannibalisme. Op 4 juni besloten ze terug te keren en op 11 juni bereikten ze de Murchison. Op 10 juli waren ze terug in Perth na ongeveer 3.200 kilometer in 107 dagen te hebben afgelegd. In zijn verslag schreef Gregory dat er nog veel onzekerheden waren in verband met de klimatologische omstandigheden die in het gebied dat hij verkend had heersten, dat de bovenloop van de Gascoyne eerst nog diende verkend te worden en dat er een haven nodig was ergens tussen de golf van Exmouth en Depuch Island alvorens men zich in het gebied zou kunnen vestigen en er stations oprichten.

### Vierde expeditie langs de noordwestkust
In 1859 reisde Frank Gregory naar Engeland om de kolonisatie van het noordwesten van West-Australië te bepleiten bij de overheid. Volgens hem kon het gebied gekoloniseerd worden voor de productie van katoen. Hij stelde voor daarbij gebruik te maken van aanzienlijke hoeveelheid Aziatische arbeiders. Door de Amerikaanse Burgeroorlog vonden zijn voorstellen gehoor. Andere prominenten met kennis van zaken waaronder landmeter-generaal John Septimus Roe vonden het echter te voorbarig en stelden voor eerst nog een expeditie te ondernemen om het gebied beter te bestuderen. Het Britse Rijk zou de expeditie financieren met 2.000 pond en de koloniale schatkist zou een even groot bedrag bijleggen.
Op 23 april 1861 vertrok de expeditie aan boord van de Dolphin uit Fremantle. Gregory leidde de expeditie met J. Turner als zijn assistent. Verder namen nog E. Brockman, W.S. Hall, J. McCourt en de hoefsmid A. James deel. Er werd acht maanden proviand voor negen personen meegenomen. In de Champion Bay werden nog 10 paarden opgeladen en er sloten zich nog drie vrijwilligers bij de expeditie aan: botanicus P. Walcott, M. Brown en J. Harding. Op 15 mei gingen ze aan land nabij Hearson's Cove in de Nickolbaai waar ze meteen plaatselijke Aborigines ontmoetten in een vriendschappelijke sfeer. Bij het aan land brengen van de paarden raakte Hearson gewond door een schot dat per ongeluk werd afgevuurd door de hoefsmid en de inham werd naar hem vernoemd. Een tweede contact met de Aborigines verliep minder goed en er werden schoten gelost ter waarschuwing. De Aborigines probeerden aan de haal te gaan met een aantal paarden. Het duurde zes dagen om alle paarden aan land te krijgen. Er werd katoen geplant. Op 25 mei zette de expeditie zich dan uiteindelijk in gang.
De expeditie ontdekte de rivier Maitland en volgde deze landinwaarts. Twee dagen later overstroomde hun kamp plots nadat het enkele malen had geregend die dag. Nog eens twee dagen later ontdekten ze een Aborigineskamp. De Aborigines zetten het echter op een lopen en weigerden contact. Op 6 juni bereikten ze vruchtbaar gebied langs een rivier die Gregory de Fortescue noemde naar de onderstaatssecretaris voor de koloniën onder wiens verantwoordelijkheid de expeditie plaatsvond. De vruchtbare vlakte tussen de Fortescue en het gebergte dat hij Hamersley had genoemd, naar een pleitbezorger van de expeditie, noemde hij Chichester Downs. Enkele dagen later ontdekten ze de Hardeyrivier en volgde deze zo goed als droog staande rivier. Op 23 juni kwamen ze nog een rivier tegen die Gregory de Ashburton noemde naar de voorzitter van de Royal Geographical Society. Er was geen tijd om de rivier verder te verkennen en ze overnachtten op de Capricornheuvelrug. Twee dagen later konden ze Mount Augustus ontwaren.
Op 11 juli ontdekten ze de rivier Sherlock en volgden haar loop enkele dagen. Ten noordwesten van de rivier lagen grote grasvlakten maar met een droge onvruchtbare ondergrond. Tegen midden juli waren ze terug aan de Nickolbaai waar ze uitrustten en nieuwe voorraden uit de Dolphin aan land brachten. Het eerder aangeplante katoen was afgebrand. Tegen het eind van de maand waren de paarden uitgerust, opnieuw gehoefd en vertrok de expeditie weer. Er was proviand voor zevenentachtig dagen maar met slechts zeven gezadelde paarden diende steeds een iemand te voet gaan. Ze volgden de rivier Sherlock weer tot ze op een nieuwe rivier stootten die Gregory de Yule noemde. Ze ontdekten en benoemden de Emu-kreek en de rivieren Strelley, Shaw, De Grey en Oakover. Op 6 september splitste de expeditie zich op door een gebrek aan gezonde paarden en voldoende water maar ook de kleinere expeditie diende door de hitte onverhoeds terug te keren. Beide groepen troffen elkaar weer bij de Oakover. Ze besloten de terugweg aan te vangen en verkenden de stroomgebieden en valleien van de rivieren die ze reeds waren tegen gekomen. Op 22 september werden ze door Aborigines aangevallen die het op de paarden gemunt hadden maar een geweerschot deed ze op de vlucht slaan. Begin oktober werd het zo warm dat men besloot enkel nog 's morgens vroeg en 's avonds laat verder te trekken. Half oktober bereikten ze Nickolbaai terug en tegen 23 oktober waren ze ingescheept en zetten zeil naar Fremantle. Op 9 november kwamen ze aan bij Rottnesteiland en de volgende dag bracht Gregory verslag uit bij de gouverneur.
Gregory schreef vervolgens een verslag met daarin zijn bevindingen. Hij zag enkele mogelijkheden voor een haven. Veel grondstoffen had hij niet gevonden, enkel ijzer en quarz. Er werden een aantal veelbelovende parelbedden langs de kust ontdekt. Men had op enkele plaatsen sandelhout bespeurd. 1,2 miljoen hectare grondgebied werd geschikt bevonden om vee op te laten grazen. 80.000 hectare grondgebied langs de rivier DeGrey en op twee flanken van de Hamersleyheuvelrug zou geschikt zijn voor landbouw. Volgens Gregory was het mogelijk om in het noordwesten wolschapen te houden en granen te telen. Gregory voegde een lijst toe met Aborigineswoorden die ze hadden geleerd bij de weinige geslaagde contacten die ze hadden gehad met de oorspronkelijke bewoners van het gebied. Frank Gregory ontving voor deze expeditie een gouden medaille van de Royal Geographical Society. Zijn bevindingen vormden een leidraad voor de latere parelduikers en veetelers.

## Latere leven
In 1862 verhuisde Frank Gregory naar Queensland waar zijn broer Augustus Charles Gregory reeds leefde. Frank Gregory trouwde er in 1864 met Marion Scott, dochter van Alexander Hume. Ze zetten 5 zonen en een dochter op de wereld. Hij werd aangeduid als Commissioner of Crown Lands voor het district Toowoomba. Van 1874 tot aan zijn dood was hij lid van de Queensland Legislative Council, het toenmalige hogerhuis van het parlement van Queensland. In 1883 was hij even postmeester-generaal. De dagboeken van de ontdekkingsreizen van Augustus en Frank Gregory werden door de overheid van Queensland in 1884 gepubliceerd als de Journals of Australian Explorations. Frank Gregory stierf op 23 oktober 1888 in Brisbane.
Tal van plaatsnamen doorheen Australië werden naar de beide broers vernoemd. De Acacia gregorii die Frank Gregory in 1861 op zijn expeditie in het noordwesten ontdekte is naar hem vernoemd.
- Australian Dictionary of Biography: gregory-francis-thomas-frank-3899
- Bibliothèque nationale de France: cb15342710x (data)
- Gemeinsame Normdatei: 1053130163
- International Standard Name Identifier: 0000 0001 1575 4225
- Library of Congress Control Number: no2002067749
- Nationale bibliotheek van Australië: 35340444
- Nationale Bibliotheek van Israël: 987007354589605171
- SNAC: w67p99cz
- Museum of New Zealand Te Papa Tongarewa: 69913
- Trove: 504522
- Virtual International Authority File: 75987550
- WorldCat: E39PBJy4dWKgPmWV6gQBhg8Hmd